# Марія Велью да Кошта
Марі́я Ве́лью да Ко́шта (порт. Maria Velho da Costa, повне ім'я Марія де Фатіма де Бівар Велью да Кошта / порт. Maria de Fátima de Bivar Velho da Costa; 26 червня 1938, Лісабон, — 23 травня 2020, там само) — португальська письменниця, лавреатка Премії Камоенса (2002). Активна учасниця португальського феміністського руху, разом з Марією Ізабель Баррено та Марією Терезою Ортою (т. зв. «Три Марії»).

## Родина
Єдина донька Афонсо Жайме де Бівар Морейра де Бріто Вельо да Кошти (Afonso Jaime de Bivar Moreira de Brito Velho da Costa) з другою дружиною Жульєтою Ваш Монтейро да Ассунсао (Julieta Vaz Monteiro da Assunção).
Вийшла заміж за Адеріто де Олівейру Седаш Нунеш (Oliveira Sedas Nunes, 1928—2013), «батька-засновника» португальської соціології та міністра, сина Еліо Седаш Нунеша (Élio Sedas Nunes) та Марії де Олівейри (Maria de Oliveira), взявши шлюб у церкві Сан-Тьяго, в Сан-Тьяго, Лісабон 1962 року, і вони мали єдиного сина, Жоао Афонсо де Бівара Седаш Нунеша (João Afonso de Bivar Sedas Nunes; нар. у Лісбоні в 1963 році), що став, як і його батько, соціологом та університетським професором.